# Јулија Тимошенко
Јулија Володимиривна Тимошенко (укр. Юлія Володимирівна Тимошенко; Дњепропетровск, 27. новембар 1960) украјинска је политичарка и бивша премијерка Украјине (у два наврата). Она је вођа странке Свеукрајинске уније Домовина, као и коалиције Блок Јулије Тимошенко. Дана 11. октобра 2011. године осуђена је на седам година затвора због злоупотребе службеног положаја. Из затвора је пуштена током Евромајдана у фебруару 2014. године.

## Политичка каријера
Пре почетка своје политичке каријере, Јулија Тимошенко је била успешна, али контроверзна пословна жена у гасној индустрији, што јој је донело богатство. Тимошенкова је ушла у политику 1996. године, када је изабрана за заступницу Кировоградске области у Врховној Ради освојивши рекордних 92,3% гласова у својој области. Поново је изабрана на исту функцију 1998. године и 2002. године. Године 1998. предводила је Одбор за финансије и државну касу Врховне Раде. У раздобљу од 1999. године до 2001. године, Тимошенкова је вршила дужност заменице министра за гориво у енергетском сектору у Влади Виктора Јушченка.
Тадашњи председник Леонид Кучма отпустио ју је у јануару 2001. године под оптужбом фалсификовања царинских докумената и кријумчарења руског гаса за време када је председавала Уједињеним енергетским системима Украјине од 1995. године до 1997. године. Ухапшена је у фебруару 2001. године, али је неколико недеља касније пуштена и ослобођена свих оптужби. Јулија Тимошенко је навела да су јој оптужбе подметнули Кучмин режима и лоби индустрије угља, којем је Тимошенкова претила да ће искоренити корупцију и увести неке трговинске реформе. Након што су против ње одбачене све оптужбе, започела је с кампањом против тадашњег председника Кучме и његове наводне уплетености у убиство новинара Георгија Гонгадзеа. Наредне године је доживела аутомобилску несрећу у којој је умало погинула — случај за који неки верују да се ради о Владином покушају убиства, не би ли се на тај начин с политичке сцене уклонило све популарнију Тимошенкову.
Критичари Јулији Тимошенко највише замерају сумњиве методе којима је стекла огромно богатство у кратком временском раздобљу. Неки држе да је она најпогоднија особа која би могла, када би то заиста хтела, сузбити корупцију у Украјини с обзиром да је добро упозната с илегалним вођењем послова бившег совјетског државног апарата. Њен бивши пословни сарадник и бивши украјински премијер Павло Лазаренко, условно је осуђен у САД под оптужбом за прање новца, корупцију и превару, а његово изручење затражила је Украјина која га терети за злоупотребу положаја и противзаконито стицање богатства. Верује се да је Лазаренко из земље пребацио милијарде америчких долара. Њен супруг Олександр је провео две године скривајући се и избегавајући затворску казну, за коју брачни пар Тимошенко сматра да се заснива на неутемељеним и политичким оптужбама бившег председника Кучме.
Одмах након Наранџасте револуције, 28. јануара 2005. године, украјинско тужилаштво је затворило случај против тадашње премијерке Јулије Тимошенко и чланова њене породице због недостатка доказа. Конкретно, радило се о оптужбама против њеног мужа Олександра и његовог оца, Генадија Тимошенка. Убрзо након одбацивања оптужница, Олександр Тимошенко се вратио у Украјину.
Пре него што је постала прва премијерка Украјине, Тимошенкова је са некадашњим председником Украјине Виктором Јушченком била један од главних вођа Наранџасте револуције против кандидата проруске Партије региона Виктора Јануковича након, по некима спорних, председничких избора. Први пут је изабрана за премијерку 24. јануара 2005. године и на том месту остала је до 8. септембра 2005. године, када је Јушченко распустио њену владу.
На ванредним парламентарним изборима 2006. године њена странка је добила 129 посланика у украјинској Ради и постала друга најјача странка после Партије региона. Тимошенкова и Јушченко су опет покушали да направе коалицију, али су преговори пропали, тако да су већину направиле Партија региона, Социјалистичка партија Украјине и Комунистичка партија Украјине.
После ванредних парламентарних избора 2007. године коалиције око Виктора Јушченка и коалиције око Јулије Тимошенко су освојили довољно гласова да формирају владу, па је Тимошенкова 18. децембра 2007. године поново изабрана за премијерку. Односи између председника Јушченка и премијерке Тимошенко поново су се погоршали услед рата у Грузији 2008. када се Тимошенкова није сложила са Јушченковом осудом Русије. Председничка канцеларија ју је оптужила да покушава да добије подршку Русије на предстојећим председничким изборима 2010. године.
Након што је Блок Јулије Тимошенко гласао, заједно са Партијом региона и Комунистичком партијом, за закон којим се убрзава процедура опозива председника и смањују његова овлашћења, коалиција око Виктора Јушченка се повукла из коалиције са Тимошенковом, а Јушченко је изјавио да ће ставити вето на тај закон и запретио новим ванредним изборима ако се формира нова већина у Ради. Како нова већина није формирана до 8. октобра, председник Јушченко је распустио Раду. Након свргавања Виктора Јануковича, украјински парламент је 22. фебруара 2014. године изгласао промене закона које су омогућиле да Јулија Тимошенко буде пуштена на слободу.